# Kanton Ussel
Ussel is een kanton van het Franse departement Corrèze. Het kanton maakt deel uit van het arrondissement   Ussel.  

Het telt 12.113 inwoners in 2018.

Het kanton werd gevormd ingevolge het decreet van 24  februari 2014 met uitwerking op 22 maart 2015.

## Gemeenten
Het kanton Ussel omvat volgende 11 gemeenten:
- Aix
- Couffy-sur-Sarsonne
- Courteix
- Eygurande
- Feyt
- Lamazière-Haute
- Laroche-près-Feyt
- Merlines
- Monestier-Merlines
- Saint-Pardoux-le-Neuf
- Ussel